# Czitral
Czitral (urdu: چترال, khowar: چھترار) – miasto w północnym Pakistanie, w prowincji Chajber Pasztunchwa. W 2006 roku miasto liczyło 50 tys. mieszkańców. Znajduje się w nim lotnisko.